# SK Sparta Úpice
SK Sparta Úpice je fotbalový klub z Úpice, od sezóny 2015/2016 účastník I.B třídy Královéhradeckého kraje. Byl založen v roce 1919.

## Známí odchovanci
Mezi známá jména, které vychoval zdejší klub patří: Josef Sedláček, Jindřich Hanuš, Jan Šilar, Jiří Finger, Zbyněk Finger, Jaroslav Vávra, Rudolf Diviš, Jan Pacan, Pavel Loukota, Tomáš Maršík a Patrik Karel Řezníček 

## Historie
Klub byl založen v roce 1919 jako SK Sparta Úpice. Do roku 1942 se klub pohyboval v nižších soutěžích, tento rok postoupil až do divize tehdy nejvyšší amatérské soutěže v zemi, kterou hrál mezi lety 1942–1948.
Po roce 1949, v rámci kolektivizace sportu v zemi, změnil jméno na DSO Sokol Úpice, později pak na TJ Jiskra Úpice. Klub hraje nejvyšší krajské soutěže, v sezónách 1959/1960 a 1963/1964 se klub propojoval dokonce až do 2. ligy, ovšem v obou dvou případech hned sestoupil. Tyto ročníky přinesly dosud největší úspěchy klubu v jeho skoro stoleté existenci.
V roce 1954 byl vybudován úpický stadion. Ke slavnostnímu otevření došlo v sobotu 22. května 1954, kdy domácí Jiskra hostila československou reprezentaci a podlehla jí 0:16 (poločas 0:7). Branek reprezentantů docílili Emil Pažický (6), Ota Hemele (4), Tadeáš Kraus (3), Ladislav Hlaváček (1), Anton Malatinský (1) a jedna branka byla vlastní.
Od 60. let až do 90. let se klub většinou pohyboval na úrovni Krajského přeboru. Krize klubu přichází po roce 2000, kdy sestoupil až do okresního přeboru a strávil tam 7. sezón. Od roku 2007 klub zase začal stoupat fotbalovou hierarchií. Sezóna 2014/2015 skončila neúspěchem, protože klub opět sestoupil z krajského přeboru.

## Historické názvy
- 1919 – SK Sparta Úpice (Sportovní klub Sparta Úpice)
- 1948 – JTO Sokol Úpice (Jednotná tělovýchovná organisace Sokol Úpice)
- 1949 – ZSJ Úpolen Úpice (Závodní sokolská jednota Úpolen Úpice)
- 1953 – DSO Jiskra Úpice (Dobrovolná sportovní organisace Jiskra Úpice)
- 1957 – TJ Jiskra Úpice (Tělovýchovná jednota Jiskra Úpice)
- 197? – TJ Sparta Úpice (Tělovýchovná jednota Sparta Úpice)
- 1993 – SK Sparta Úpice (Sportovní klub Sparta Úpice)